# Saiantüi
Saiantüi (en rus: Саянтуй) és un poble (un possiólok) de la República de Buriàtia, a Rússia, segons el cens del 2010 tenia 138 habitants.